# Синдром Брауна
 Синдром Брауна  является редкой формой косоглазия и характеризуется ограничением подъёма поражённого глаза. Расстройство может быть врождённым (существующим при или до рождения), или приобретённым. Синдром Брауна вызван неисправностью сухожилия верхней косой мышцы, в результате чего глаза испытывают трудности перемещения вверх, особенно во время аддукции (если глаз поворачивается к носу). Гарольд Браун впервые описал расстройство в 1950 году и первоначально назвал его «синдромом верхнего косого сухожилия».

## Эпидемиология
В оригинальной серии Брауна было преобладание женщин относительно мужчин как 3: 2 и случаев с правым глазом почти в два раза больше, чем с левым. 10 % случаев были двухсторонними. Поступали данные о семейных появлениях синдрома Брауна.

## Клинические проявления
Простое определение синдрома — «ограничение подъёма при аддукции из-за механических причин окружения верхней косой мышцы». Это определение означает, что когда голова находится в вертикальном положении, глаза ограничены в движениях из-за проблем с мышцами и сухожилиями, которые окружают глаз.
Гарольд Браун характеризует синдром во многих формах, таких как:
- Ограничение подъёма глаза, когда голова поднята прямо
- Взгляд глаза прямо вверх (дивергенция верхнего взгляда)
- Расширение век в поражённом глазе при аддукции
- Голова наклоняется назад (компенсационный подъём подбородка, чтобы избежать двойного видения)
- Нормальный подъём вблизи при абдукции

Он пришёл к выводу, что все эти особенности синдрома Брауна были связаны с укорочением или ужестчением переднего верхнего косого сухожилия. Поскольку этот синдром может быть приобретеным или происходит случайно и имеет спонтанное разрешение, Браун предположил горькую правду этого заболевания — что укорочение сухожилий было связано с полным разделением врождёнными парезами ипсилатеральной (на той же стороне) нижней косой мышцы и вторичным к постоянному сокращению.
После дальнейшего исследования, он пересмотрел оболочку синдрома в следующих подразделениях:  синдром истинной оболочки  , которое классифицируется только в случаях, которые имели врождённую оболочку короткого сухожилия передней верхней косой мышцы, и  синдром имитации оболочки  , который характеризует все случаи, в которых клинические признаки оболочки синдрома, вызваны чем-то другим, кроме врождённой короткой передней оболочки сухожилия. Клинические признаки этих двух категорий правильны, но истинная оболочка синдрома всегда врождённая. Тем не менее, в 1970 году было обнаружено, что жёсткие оболочки сухожилия не являются причиной синдрома Брауна. Реальной причиной было плотное или короткое верхнее косое сухожилие; исследования подтвердили это и назвали такое сухожилие неэластичным.

## Виды и причины
Синдром Брауна можно разделить на две категории на основе ограничения движения самого глаза и как он влияет на глаз помимо движения:
- Врождённый  (присутствует при рождении) синдром Брауна — результат структурных аномалий иных, чем короткие, но и присутствия других волокнистых спаек в блоковой районе.
- Приобретённые  случаи возникают от травмы, хирургии, синусита и воспаления верхней косой мышцы сухожилия при ревматоидном артрите. Орбитальные переломы могут быть ловушкой орбитальной ткани в таком образом, имитировать синдром Брауна. Периодические формы синдрома вертикальной ретракции были связаны с щелчком, который возникает при снятии ограничения (синдром верхнего косого щелчка).

## Лечение
Если бинокулярность зрения присутствует и положение головы правильное, лечение не является обязательным. Лечение требуется при: визуальных симптомах, косоглазии или неправильном положении головы
В приобретённые случаях, при активном воспалении сухожилия верхней косой мышцы, могут помочь местные инъекции кортикостероидов в область блока.
Целью операции является восстановление свободного глазного вращения. Различные хирургические методы могут быть использованы:
- Гарольд Браун выступает за удаление верхнего косого сухожилия. Процедура называется шитотомия. Результаты такой процедуры часто неудовлетворительны из-за реформирования рубцовой ткани.
- Тенотомия сухожилия верхней косой мышцы также может быть рекомендована. Она имеет тот недостаток, что она часто даёт превосходный косой парез .
- Ослабление нижней косой мышцы поражённого глаза может быть необходимо для компенсации ятрогенного паралича четвертого нерва.

Во время операции, тракционный тест повторяется до тех пор, повороты глаза не станут свободными и глаз закрепляется в повышенном аддуктивном положении в течение примерно двух недель после операции. Этот маневр предназначен для предотвращения повторного образования рубцовой ткани в тех же местах. Нормализация положения головы может иметь место, но восстановление полной подвижности очень редко достигается. Может потребоваться вторая процедура.